# جون دافيسون (لاعب كريكت)
جون دافيسون (بالإنجليزية: John Davison)‏ (20 يوليو 1828 في المملكة المتحدة - 10 مايو 1871) هو لاعب كريكت بريطاني (وحمل سابقاً جنسية المملكة المتحدة لبريطانيا العظمى وأيرلندا).

## وصلات خارجية
- جون دافيسون على موقع إي آس بي آن كريك إنفو (الإنجليزية)